# 13114 Isabelgodin
13114 Isabelgodin eller 1993 SU4 är en asteroid i huvudbältet som upptäcktes den 19 september 1993 av den belgiske astronomen Eric W. Elst vid CERGA-observatoriet. Den är uppkallad efter Isabel Godin.
Asteroiden har en diameter på ungefär 5 kilometer.